# Laura Maqueda i Marcos
Laura Maqueda Marcos (Barcelona, 1982) és una portera de waterpolo catalana, ja retirada.
Formada al Club Esportiu Mediterrani, va guanyar tres Lligues catalanes (1999, 2000 i 2004), una Lliga espanyola (2003) i dos Copes de la Reina (2000 i 2003). També va participar en competicions europees, aconseguint una medalla de bronze a la Recopa d'Europa (2001) i a la LEN Trophy (2002). Va ser internacional amb la selecció espanyola de waterpolo en onze ocasions entre 2001 i 2003.

## Palmarès
- 3 Lligues catalanes de waterpolo femenina. 1998-99, 1999-00 i 2003-04
- 1 Lliga espanyola de waterpolo femenina: 2002-03
- 2 Copes espanyoles de waterpolo femenina: 1999-00 i 2002-03